# حرائق غابات تكساس 2021

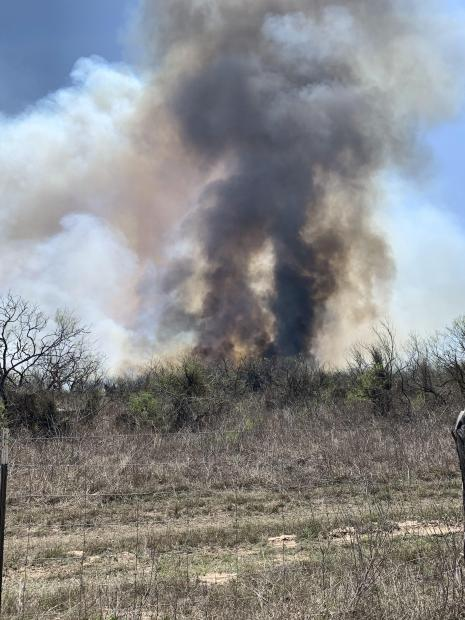
حريق الملك في 19 مارس.

حرائق غابات تكساس 2021 كانت سلسلة من حرائق الغابات في ولاية تكساس الولايات المتحدة في عام 2021.
تم حرق ما مجموعه 20.478 فدانًا في حرائق الغابات في تكساس عام 2021.